# Frälsejord
Frälsejord avsåg jord som var befriad från grundskatt. Tekniskt sett var även kyrkojord därmed ett slags frälsejord, men i praktiken har begreppet frälsejord främst använts om adelns jordar. Istället för grundskatten kunde adelsståndet besluta om efter jordinnehavet beräknade "bevillningar" till statskassan.
Skattebefriade jordar kunde under medeltiden antingen tillhöra det andliga frälset (kyrkan, eventuellt ett kloster) eller det världsliga frälset (ridderskapet och adeln). Vid reformationen återfördes stora delar av den jord som på olika sätt donerats till kyrkan till de adelsmän som ursprungligen ägt den. Genom ett stort inflytande över processen hamnade en stor del av jorden i händerna på Gustav Vasa själv under beteckningen Arv och eget.
Kyrkojorden som blev kvar var huvudsakligen till för att avlöna präster – och så småningom universitetslärare.
Ur böndernas perspektiv blev dock jorden inte skattebefriad: Tiondet måste fortfarande betalas och med tiden tillkom nya skatter, som mantalspenningarna.
I gengäld för skattebefrielsen ansvarade frälsehemman för rusttjänst, från 1600-talet genom att sätta upp kavalleri på sina frälsegods, med indelningsverket i slutet av 1600-talet även infanterisoldater. Endast frälsejorden inom "rå- och rörshemman" från säterierna undantogs.
Under frihetstiden blev det möjligt för ofrälse att köpa frälsejord. Förändringar skedde i flera steg och slutresultatet blev att skattebefriad jord under 1800-talet i allt större utsträckning kom att ägas av bolag och icke adliga personer.